# Anstaing
 Anstaing  es una población y comuna francesa, en la región de Norte-Paso de Calais, departamento de Norte, en el distrito de Lille y cantón de Lannoy.

## Demografía
| 927 | 1007 | 972 | 1058 | 1115 | 1183 |
| Para los censos de 1962 a 1999 la población legal corresponde a la población sin duplicidades (Fuente: INSEE [Consultar]) |      |     |      |      |      |